# Castellví de Rosanés
Castellví de Rosanés (oficialmente en catalán: Castellví de Rosanes) es un municipio español limítrofe con Martorell. Está situado en la comarca del Bajo Llobregat (provincia de Barcelona), en la comunidad autónoma de Cataluña, España. 
El municipio, con una extensión de 16,36 km², tiene un total de 1884 habitantes, INE 2019. La densidad de población es de 115,16 habitantes por km².

## Símbolos
El escudo de Castellví de Rosanés se define por el siguiente blasón:
«Escudo losanjado: de gules, un castillo de argén cerrado de azur, acostado de dos rosas de argén botonadas y barbadas de oro. Por timbre, una corona de barón.»
Fue aprobado el 21 de marzo de 2001 y publicado en el DOGC el 4 de abril del mismo año con el número DOGC 3362. El pueblo fue el centro de la baronía de Castellvell: el castillo de argén sobre camper de gules son las armas parlantes de los barones. Las dos rosas también son un señal parlante alusivo al nombre de Rosanes.

## Demografía
Castellví de Rosanés cuenta con una población de 2106 habitantes (INE 2024).
| Gráfica de evolución demográfica de Castellví de Rosanés entre 1842 y 2021                                            |
| |
| Población de derecho según los censos de población del INE. Población de hecho según los censos de población del INE. |

En el núcleo urbano que da nombre al municipio vivían en 2009 un total de 562 personas, mientras que el resto de habitantes de Castellví de Rosanés se distribuían entre otros cinco núcleos de población constituidos en urbanizaciones residenciales. Estos núcleos son Els Àngels, Can Sunyer del Palau, Miralles, El Taió y Valldaina.